# Metaemene maculata
Metaemene maculata är en fjärilsart som beskrevs av John Henry Leech 1889. Metaemene maculata ingår i släktet Metaemene och familjen nattflyn. Inga underarter finns listade i Catalogue of Life.